# خواكين يارزا
خواكين يارزا أورمازابال، المعروف أيضًا باسم كوينتشو يارزا (1881–1972)، كان لاعب كرة قدم إسبانيًا لعب كلاعب خط وسط في نادي مدريد لكرة القدم. كان مع شقيقه مانويل عضوًا في فريق نادي مدريد لكرة القدم الذي فاز بكأس ملك إسبانيا أربع مرات متتالية، بين عامي 1905 و1908، على الرغم من أن خواكين شارك فقط في المرات الثلاث الأولى، وترك النادي في عام 1907 للانضمام إلى سبورتينغ فيجو. ساعد كوينشو سبورتينغ في الوصول إلى أول نهائي له على الإطلاق في عام 1908، حيث كان الأخوان يارزا منافسين له، بينما بقي مانويل في مدريد. كان كوينشو لاعب كرة قدم متعدد الاستخدامات، حيث لعب في الدفاع ووسط الملعب والهجوم.
خارج كرة القدم، خدم في البحرية الإسبانية، ووصل إلى رتبة نقيب، وكرس نفسه للصناعة البحرية في فيجو، حيث أنشأ، من بين شركات أخرى، حوض بناء السفن شركة يارثا للبناءات البحرية.

## المسيرة الكروية

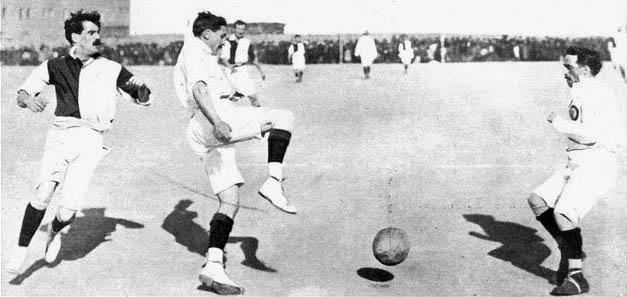
خواكين (يسار) ومانويل (وسط) في نهائي كأس الملك عام 1908

وُلِد في فيغو كابن أحد مُبتكري القطاع الصناعي البحري خوسيه خواكين يارزا ألبيا، وهو من سكان دونوستيا، بدأ مسيرته في نادي موديرنو لكرة القدم خلال موسم 1902-1903، ولكن بعد بضعة أشهر فقط انهار النادي لأسباب مالية، واضطر النادي إلى الاندماج مع نادي مدريد لكرة القدم (اندماج الكيانات المعروفة لفترة وجيزة باسم نادي مدريد-موديرنو لكرة القدم)، وبالتالي انضم هو وشقيقه إلى الفريق الأول لنادي مدريد، والذي لعب له كوينتشو حتى عام 1907. لعب دورًا محوريًا في مساعدة النادي على الفوز بثلاثة ألقاب متتالية في كأس ملك إسبانيا بين عامي 1905 و1907. ثم غادر مدريد للانضمام إلى سبورتينغ فيجو، الذي وصل معه إلى نهائي كأس ملك إسبانيا للمرة الرابعة على التوالي، حيث واجه مدريد وشقيقه وجهاً لوجه، الذي تفوق عليه ليضمن اللقب الرابع على التوالي لفريق العاصمة.
خلال فترة وجوده في فيجو، ربما كان أول لاعب كرة قدم محترف في إسبانيا، خلال ما يسمى بعصر الهواة، عندما تلقى مدفوعات من نادي فيجو، وفي بعض سجلات عصره كان يشار إليه باسم "المحترف".
غادر سبورتينغ فيجو في عام 1909 وشارك في كأس ملك إسبانيا عام 1909 مع نادي جاليسيا إف سي، حيث خرج في الدور نصف النهائي على يد بطل البطولة في النهاية نادي سيكليستا دي سان سيباستيان. بعد فترة قصيرة مع نادي بونتيفيدرا سبورتينغ، انتقل إلى نادي ريال كورونيا في عام 1909، وشكل شراكة هجومية مع خواكين كارونشو. في عام 1912 انضم إلى نادي ديبورتيفو لا كورونيا، وشارك لأول مرة في 31 مارس في مباراة أقيمت على ملعب ريازور القديم ضد نادي كومبوستيلا.

## التقاعد
خارج كرة القدم، انضم إلى البحرية الإسبانية وكان مهندسًا بحريًا، وتم تعيينه في العديد من السفن مثل بونيفاز، وألميرانتي سيرفيرا، ولايا. كان بالفعل قائدًا، وكان مدرسًا في أكاديمية الميكانيكيين، وفي عام 1935 التحق بمدرسة الميكانيكيين في فيرول للتخصص في المحركات. أثناء الحرب الأهلية الإسبانية تم نفيه، وبعد انتهاء الصراع تم تعيينه على متن سفينة الرحلات البحرية غاليسيا.
وفي عام 1941 استقر بشكل دائم في فيجو، وتوفي في عام 1972.

## الأوسمة

### النادي
نادي مدريد لكرة القدم
- بطولة المركز الإقليمي :
  - الأبطال (3): 1904–05، 1905–06 و1906–07

- كأس ملك إسبانيا :
  - الأبطال (3) : 1905 و1906 و1907

سبورتينغ فيغو
- الوصيف (1) : 1908